# Mederiacum

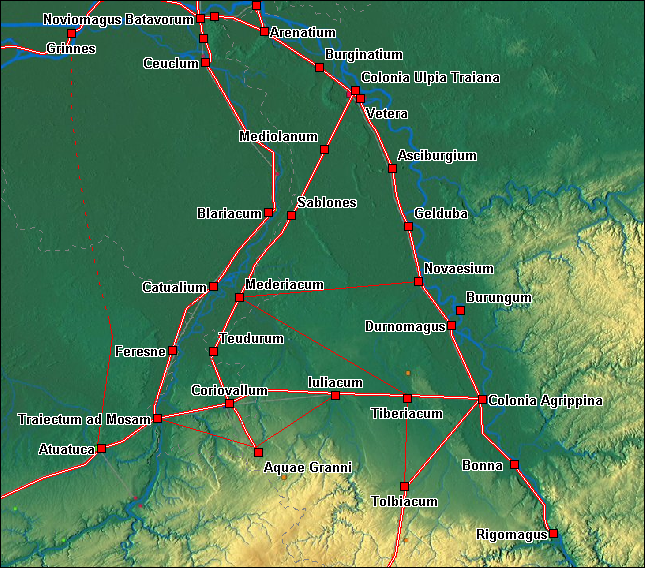
Romeinse wegen tussen Tongeren, Nijmegen en Keulen

Mederiacum, het hedendaagse Melick, was een Romeinse nederzetting in de provincie Neder-Germanië (Germania Inferior). De statio staat vermeld in de Romeinse reisgids Itinerarium Antonini tussen Teudurum (Tüddern) en Sablones (Kaldenkerken) en lag aan de Romeinse heerweg van Coriovallum (Heerlen) naar Colonia Ulpia Traiana (Xanten).

## Geschiedenis
Mederiacum stamt waarschijnlijk af van Madariacum (eigendom van Madarius), een Keltische naam, wat zou betekenen dat de plaats al voor de Romeinse bezetting werd bewoond. Er zijn ter plekke naast Romeinse sporen inderdaad vondsten van voor de Romeinse periode ontdekt.